# Ctenotus nigrilineatus
Espèce
Ctenotus nigrilineatus est une espèce de sauriens de la famille des Scincidae.

## Répartition
Cette espèce est endémique d'Australie-Occidentale en Australie.

## Publication originale
- Storr, 1990 : The Ctenotus colletti complex (Lacertilia: Scincidae), including a new species from the Pilbara. Records of the Western Australian Museum, vol. 14, no 4, p. 623-626 (texte intégral).